# Morais
Morais é uma povoação portuguesa sede da Freguesia de Morais do Município de Macedo de Cavaleiros, freguesia com 52,80 km² de área e 530 habitantes (censo de 2021), tendo, por isso, uma densidade populacional de 10 hab./km².
Pertenceu ao concelho de Izeda até 1855, tendo passado a integrar o concelho (atual município) de Macedo de Cavaleiros a partir dessa data. Tem como orago Santo André e anexas as localidades de Paradinha, Paradinha de Besteiros e Sobreda.

## História
A freguesia de Morais foi comenda da Ordem de Cristo e pertenceu ao concelho de Izeda passando, por extinção desde 1855 devido à reforma administrativa de Fontes Pereira de Melo, para o de Macedo de Cavaleiros, criado 20 anos antes. Nessa altura, Paradinha de Besteiros, actualmente um lugar de Morais, era uma freguesia.
Da origem da aldeia que dá pelo nome de Morais pouco se sabe pela escassez de fontes fidedignas. Contudo, e quando se trata de saber coisas sobre as aldeias transmontanas, sobretudo do distrito de Bragança, uma fonte inesgotável de informação é, sem dúvida, a monumental obra do Abade de Baçal, o Reverendo, de seu nome Francisco Manuel Alves, que dá pela título de Memórias Arqueológicas – Históricas do Distrito de Bragança, que refere o seguinte acerca desta freguesia:
É solar desta família (Morais) o lugar de Morais do distrito desta cidade (Bragança) e em sitio deste se conserva o nome de torre e se tem achado vestígios e alicerces que insinuam foi edifício grande e comum e recebida tradição, sem cousa em contrário, afirma ser este o seu solar. Os moradores de Morais dizem que em esta torre viviam os senhores dele e mostram um campo plano, que chamam corredoura, onde estes fidalgos exercitavam os cavalos….
Esta citação foi retirada da obra referida, volume VI – Os fidalgos.
Assim se inicia a notícia sobre a aldeia de Morais. Segundo esta a existência da aldeia está directamente relacionada com a vinda para esta região de uma linhagem de sangue azul, pertencente ao Reino de Aragão, cujo expoente principal teria sido Estêvão Peres deli Moral. Este era no início do século XII (1107) alcaide ou governador de uma torre chamada del Moral porque dentro dela havia uma moreira. Esta torre situava-se na antiga Sória que, nesta altura era combatida pelo rei Mouro de Toledo. Ora, este Estêvão Peres del Moral, demonstrando bravura e coragem, teria defendido a sua torre de um sítio levantado pelo rei Mouro durante uns longos quatro meses alimentando-se, ele e os seus súbditos apenas com os frutos da Moreira que dentro dela se encontrava. Este acto valeu-lhe o cognome da torre. Mas valeu-lhe mais quando D. Afonso I de Aragão mandou povoar a Sória pelos anos de 1119. Vieram para esta região doze linhagens de fidalgos cuja principal foi a dos Morais. Esta família defende que a sua ascendência repousa no Conde Gonçalves Fernandes (filho do Conde de Castela Fernão Gonçalves) e de sua segunda mulher D. Sancha (filha de D. Sancho Abarca, rei de Navarra).
Contudo, o primeiro que povoou o lugar de Morais, a que deu o nome e o de Lagoa foi, segundo dizem Gonçalo Rodrigues de Morais, filho de D. Rodrigo Garcês e neto do Conde D. Garcia Garcês que casou com Maria Fortunes, filha de Fortum Lopes, senhor de Sória da família de Morais. Na verdade, segundo “Memórias V.VI”: " è solar desta familia o lugar de Moraes, termo de Bragança e dele procedem as casas da principal nobreza de Tra-los-Montes e se tem derivado as casas de primeira grandeza de Portugal e Castella e ainda exaltado aos régios solios por D. Leonor filha de D. Pedro de Toledo vice-rei de Nápoles casado com D. Maria Pimentel, 3ª Marquesa de villa Franca, filha de D. Luíz Pimentel e de D. Constansa Rodrigues de Moraes filha de Ruy Martins de Moraes, alcaide-mor de Bragança chefe dos Moraes, casado com D. Alda Gonçalves de Moreira. E casou D. Leonor com cosme primeiro gran duque de Tuscana de que procederam os mais; e destes os Reis de França, Inglaterra, Hespanha e hoje a senhora princesa do Brazil; os duques de Lorena, Saboya, Baviera, Parma e Mantua. ”
Portanto, segundo esta notícia é Gonçalo Rodrigues de Morais que dá origem à Casa de Morais.

## Demografia
A população registada nos censos foi:
| Distribuição da População por Grupos Etários | Distribuição da População por Grupos Etários | Distribuição da População por Grupos Etários | Distribuição da População por Grupos Etários | Distribuição da População por Grupos Etários |
| -------------------------------------------- | -------------------------------------------- | -------------------------------------------- | -------------------------------------------- | -------------------------------------------- |
| Ano                                          | 0-14 Anos                                    | 15-24 Anos                                   | 25-64 Anos                                   | > 65 Anos                                    |
| 2001                                         | 99                                           | 100                                          | 347                                          | 158                                          |
| 2011                                         | 74                                           | 74                                           | 318                                          | 178                                          |
| 2021                                         | 44                                           | 40                                           | 252                                          | 194                                          |